# NGC 4954
NGC 4954 (ook: NGC 4972) is een lensvormig sterrenstelsel in het sterrenbeeld Draak. Het hemelobject werd op 22 november 1797 ontdekt door de Duits-Britse astronoom William Herschel. Het catalogusnummer NGC 4972 is in de Revised New General Catalogue (RNGC) vermeld alszijnde een object in het aanpalend sterrenbeeld Kleine Beer.

## Synoniemen
- ZWG 353.8
- UGC 8157
- IRAS 13009+7540
- MCG 13-9-44
- KAZ 248
- ZWG 352.53
- PGC 44988